# عمارة الحاج لخضر 1
عمارة الحاج لخضر 1 مسلسل تلفزيوني جزائري ذو طابع كوميدي.

## بطاقة تقنية
- سيناريو : لخضر بوخرص وعيسى شريط
- مدير التصوير : علال يحياوي
- أغنية الجنيريك : الشاب رضا الوهراني
- إخراج : محمود زموري
- المنتج المنفذ : studio lak

## الممثلون
- لخضر بوخرص الحاج لخضر
- احمد بن بوزيد تواتي
- بختة بن ويس خيرة
- عمر ثايري عمر
- كمال بوعكاز سعيد
- حميد عاشوري
- مراد شعبان سفيان
- أنيسة زروفي نسرين
- هشام مصباح لطفي
- ليندة ياسمين الصحافية
- ليندة سلام حنان
- ياسين بن جملين الأستاذ
- جمال بوناب سماتي
- فريدة كريم أم الأستاذ
- أمين عبدلي لمين
- سالي
- ريان بوثلج